# هوایان
هوایان (به لاتین: Huai'an) یک شهر مرکزی در جمهوری خلق چین است که در جیانگسو واقع شده‌است.

## خصوصیات
هوایان ۱۰٬۰۷۲ کیلومترمربع مساحت و ۴٬۷۹۹٬۸۸۹ نفر جمعیت دارد.

## خواهرخوانده
شهرهای زازنیتس و پرنیک خواهرخوانده‌های هوایان هستند.